# Georg Winter (botaniker)
Heinrich Georg Winter, född den 1 oktober 1848 i Leipzig, död där den 16 augusti 1887, var en tysk botanist. Auktorsnamnet G.Winter kan användas för Georg Winter (botaniker) i samband med ett vetenskapligt namn inom botaniken; se Wikipediaartiklar som länkar till auktorsnamnet.
Winter, som blev filosofie doktor i Leipzig 1879, skrev en mängd mykologiska avhandlingar, mest av deskriptivt, delvis även av fysiologiskt och anatomiskt innehåll, bearbetade basidiomyceterna och pyrenomyceterna i andra upplagan av Ludwig Rabenhorsts kryptogamflora, utgav Hedwigia 1879–1887 och fortsättningsvis centurierna 27–36 (1881–1886) av Rabenhorsts stora svampexsickat Fungi europæi exsiccati.